# Enjo kōsai
Enjo kōsai (significa: cites compensades) és un servei on el client és un senyor gran i ric que paga a dones molt més joves que ell, les quals solen ser noies d'institut, per la seua companyia i, de vegades, serveis sexuals. Les proveïdores del servei intenten reunir diners per a comprar-se roba de marca i accessoris. És un fenomen social que aparegué a mitjan dècada de 1980 al Japó. A la Xina també es practica.
L'antropòloga Laura Miller explica en les seues investigacions que la majoria de les cites enjo-kōsai consisteixen en grups de noies anant amb un grup d'homes més majors a una bar de karaoke durant unes hores i sent pagades pel temps que hi passen.